# Mazda RX-2
Mazda RX-2 – samochód osobowy klasy średniej produkowany przez japońską firmę Mazda w latach 1970-1978. Dostępny jako 2-drzwiowe coupé lub 4-drzwiowy sedan. Do napędu używano silników Wankla. Moc przenoszona była na oś tylną poprzez 4-biegową manualną skrzynię biegów.

## Dane techniczne

### Silnik
- Silnik z tłokiem obrotowym
- Układ zasilania: gaźnik
- Stopień sprężania: 9,4:1
- Moc maksymalna: 132 KM (97 kW) przy 7000 obr./min
- Maksymalny moment obrotowy: 156 N•m przy 4000 obr./min

## Bibliografia

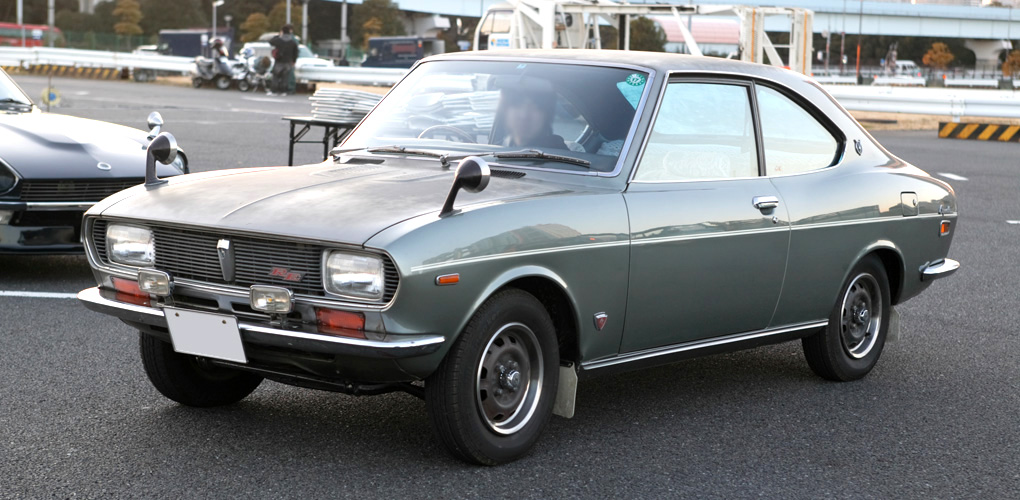